# Prefectura de Rabat
La prefectura de Rabat es una de las prefecturas de Marruecos, parte de la región Rabat-Salé-Kénitra (hasta 2015 parte de Rabat-Salé-Zemmour-Zaër). Tiene una superficie de 117 km² y 627.932 habitantes censados en 2004. 

## División administrativa
La prefectura de Rabat consta de 1 municipio y 5 barrios (arrondissement) de la ciudad de Rabat:

### Municipios
- Touarga

### Barrios
- Agdal Riyad
- El Youssoufia
- Hassan
- Souissi
- Yacoub El Mansour